# Gustavsen
Gustavsen ist ein Familienname.

## Herkunft und Bedeutung
Gustavsen ist ein patronymisch gebildeter norwegischer Familienname mit der Bedeutung „Sohn des Gustav“.

## Namensträger
- Finn Gustavsen (1926–2005), norwegischer Sozialist und Politiker
- Jan Erik Gustavsen (* 1946), norwegischer Radrennfahrer
- Tord Gustavsen (* 1970), norwegischer Jazzpianist
- Terje Moe Gustavsen (1954–2019), norwegischer Politiker